# Операција Панцерфауст
Операција Панцерфауст, била је војна операција Вермахта предузета октобра 1944. године ради задржавања Мађарске на немачкој страни у Другом светском рату. Довела је до збацивања владе регента Миклоша Хортија, која је замењена потпуно марионетском владом Партије стреластог крста, на челу са Ференцом Салашијем.

## Позадина и припреме

### Мађарски преговори о изласку из рата
Пошто је добио информацију о томе да је мађарски регент, адмирал Миклош Хорти, у тајности започео преговоре о капитулацији са надирућом Црвеном армијом, Адолф Хитлер је у Мађарску послао Ота Скорценија, вођу командоса Вафен-СС и Адријана фон Фелкерсама, бившег заповедника специјалних снага. Хитлер се бојао да би због мађарске капитулације могао остати небрањен његов јужни бок, на коме се Краљевина Румунија већ ставила на страну Совјета, те да би се милион немачких војника на Балкану могло наћи одсечено од главнине снага у Европи. Операцији Панцерфауст претходила је операција Маргарете из марта 1944. године, током које су немачке трупе окупирале Мађарску како би осигурале њено учешће у рату на страни сила Осовине.

### Киднаповање Хортијевог сина
Предвидевши Хортијев потез, Скорцени је добио упутства да Хортија уклони са власти. Хортијев син, Миклош Хорти Млађи, састајао се са совјетским представницима. Немачка Служба безбедности је преко посредника обавестила Миклоша Млађег да изасланици маршала Тита желе да се састану са њим. Миклош Млађи је већ отказао један састанак када је приметио сумњиве особе у близини места на коме је био заказан. Пошто је очекивао да би југословенски представници могли донети важне новости, други састанак био је заказан за ране часове 15. октобра, у службеним просторијама Феликса Борнемиса, директора мађарских подунавских лука. Међутим, чим је ушао у зграду, Скорцени и његови људи напали су га и савладали, а потом завили у тепих и одвезли на аеродром, одакле су авионом одлетели за Беч. Из Беча је превезен у концентрациони логор Маутхаузен.

### Хортијева декларација о примирју
Преко поузданог генерала Беле Миклоша, који је био у контакту са совјетским трупама у источној Мађарској, Хорти је покушао да склопи споразум о иступању Мађарске из рата, са циљем да након капитулације сачува аутономију своје владе. Имајући у виду историју односа са нацистима, Хорти, иако непоколебљиви антикомуниста, закључио је да су Совјети мање зло. Совјети су радо обећали да ће Мађарска остати аутономна и суверена.
Хорти је владао из Будимског дворца, древне и добро брањене тврђаве. Кривио је немачку владу за "натеривање" Мађарске у рат, а на једном састанку Крунског савета изјавио је следеће:
| „ | Данас је свакој трезвеној особи очигледно да је Немачки рајх изгубио рат. Све владе које одговарају за судбину својих земаља морају из ове чињенице извући одговарајуће закључке, јер, како је то једном рекао Бизмарк, велики немачки државник, "Ниједан народ не треба да себе подноси као жртву на олтар савезништва"… Одлучио сам да заштитим част Мађарске, чак и од њеног бившег савезника, који нам није доставио обећану војну помоћ, већ напослетку наумио да мађарском народу отме највеће богатство - његову слободу и независност. Обавестио сам представника Немачког рајха да се спремамо да закључимо примирје са нашим бившим непријатељима и свако непријатељство према њима обуставимо. | ” |

## Почетак операције
Дана 15. октобра 1944. године, у два часа поподне, Хорти је преко државног радија објавио да је Мађарска закључила примирје са Совјетима. Међутим, Немци су били свесни Хортијевих закулисних маневара и већ су покренули у дејство план о замени његове владе снагама оданим немачком циљу, ефективно окупиравши Мађарску. Уз помоћ нациста, припадници Партије стреластог крста заузели су радио-станицу непосредно након што се Хорти одјавио. Један члан партије написао је контрапрокламацију, потписавши је именом генерала Вереша, начелника генералштаба. Официр који је заповедао двема армијским јединицама у Будимпешти је са својим помоћником ухапшен или је нестао, а војници су се ставили под команду Партије стреластог крста.
Скорцени је након тога смело повео конвој немачких војника са четири тенка тигар II до Бечке капије Будимског дворца. Хорти је увидео да нема начина да се супротстави немачким оклопним возилима и надмоћним снагама, па је наредио да се не пружа отпор.‍:290 Једна јединица није добила ово наређење и борила се са Немцима око тридесет минута.

## Заробљавање Хортија
Дана 15. октобра, нешто касније, Хортија су у притвор одвели Едмунд Фезенмајер и његови људи. Пошто је ноћ провео у просторијама Вафен-СС-а, вратио се у дворац да узме своје личне ствари. Тамо су га суочили са захтевом да потпише изјаву куцану на писаћој машини, коју му је уручио премијер Геза Лакатош. Изјавом се објављивало да Хорти одбацује примирје и да абдицира у корист Ференца Салашија, вође Стреластог крста. Хортија, изненађеног тиме што га одани пријатељ охрабрује да потпише такав документ, Лакатош је обавестио да му је синовљев живот у опасности. Када је Хорти упитао Фезенмајера да ли је то тачно, добио је потврдан одговор. Регент је схватио да се ради о притиску на њега да печатом свог угледа озваничи државни удар Стреластог крста у оркестрацији нациста, али је свеједно ставио потпис.
Хорти је касније објашњавао сопствену капитулацију: „Нити сам ја дао оставку, нити сам Салашија именовао за премијера, већ сам просто разменио свој потпис за синовљев живот. Мало је легалан потпис који стави човек у кога су уперени аутомати.“
Упркос свечаном Фезенмајеровом обећању да ће издејствовати пуштање Хортијевог сина из немачког концентрационог логора, Миклош Млађи је остао затвореник све до краја рата, 8. маја 1945. године. Самога Хортија пребацили су у Немачку, у дворац Хиршберг код Вајлхајма, где га је даноноћно чувало стотину есесоваца. Амерички генерал-потпуковник Александер Пач посетио га је тамо 1. маја 1945. године. Пошто се, штитећи Немачку, Мађарска борила до краја рата, према Хортију се поступало као са ратним заробљеником. Седам месеци доцније, 17. децембра 1945. године, пуштен је из нирнбершке казнионице, а са породицом се поново срео у приватној кући у Вајлхајму.